# Hwang Sun-ho
Hwang Sun-ho (kor. 황선호; * 21. April 1975) ist ein ehemaliger Badmintonspieler aus Südkorea.

## Karriere
Bei den Olympischen Sommerspielen 2000 wurde Hwang Sun-ho Neunter im Herreneinzel. Zuvor hatte er 1999 bereits die Internationalen Meisterschaften von Ungarn gewonnen. 1997 wurde er Fünfter im Herrendoppel mit Lee Dong-soo bei den Chinese Taipei Open.

## Sportliche Erfolge
| Saison | Veranstaltung           | Disziplin    | Platz | Name                        |
| ------ | ----------------------- | ------------ | ----- | --------------------------- |
| 1997   | Chinese Taipei Open     | Herrendoppel | 5     | Hwang Sun-ho / Lee Dong-soo |
| 1999   | Hungarian International | Herreneinzel | 1     | Hwang Sun-ho                |
| 2000   | Olympia                 | Herreneinzel | 9     | Hwang Sun-ho                |